# Karel Adam z Mansfeldu
Karel Adam z Mansfeldu (německy Karl Adam von Mansfeld-Vorderort zu Bornstädt, 1629 – 30. května 1662, Horneburgu u Brém) byl hrabě z Mansfeldu-Vorderort na Bornstädtu v Sasku-Anhaltsku.

## Život

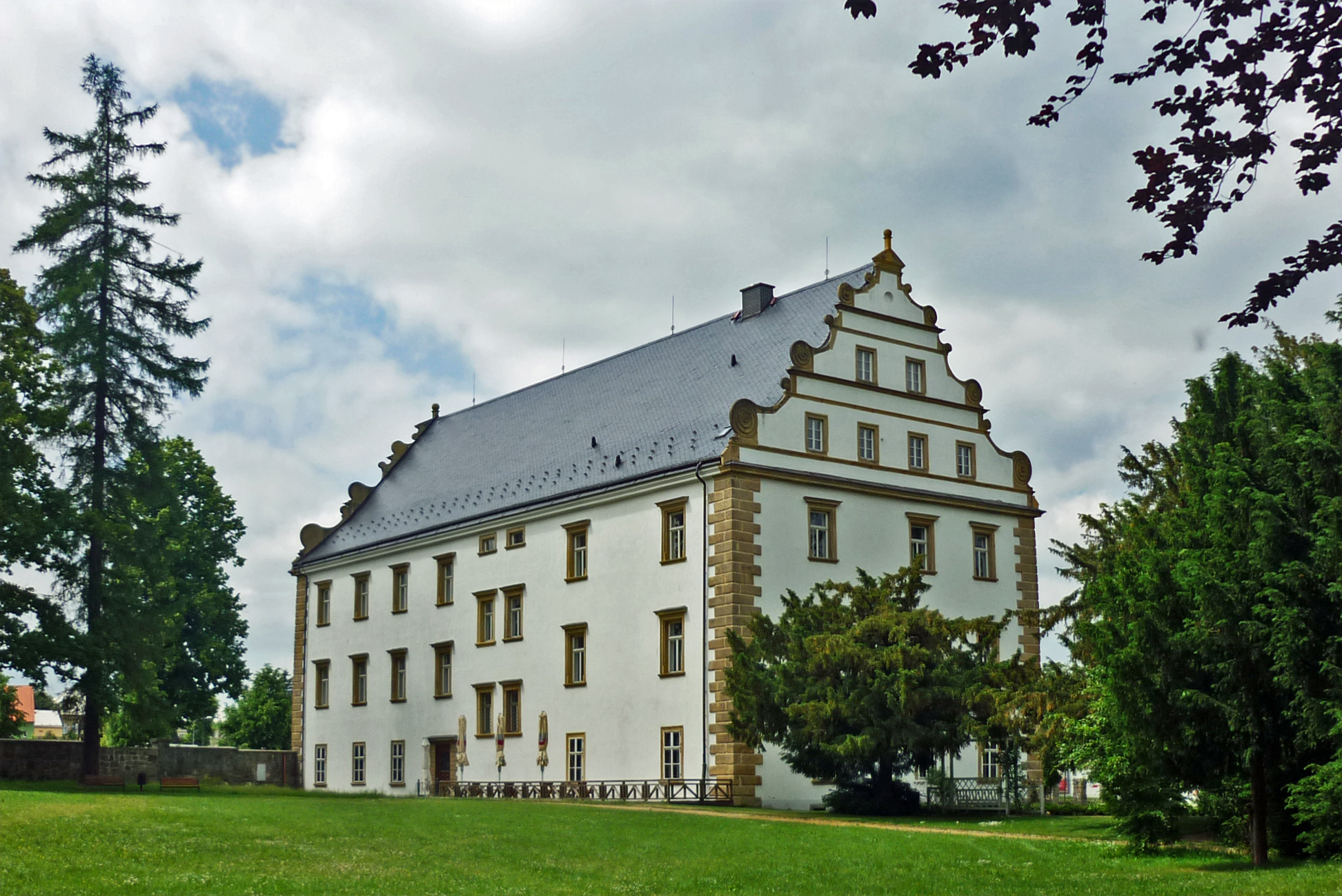
Šluknovský zámek

Narodil se jako syn císařského polního maršála hraběte Wolfganga z Mansfeldu (1575 – 1638) a jeho manželky Žofie Schenkové z Tautenburgu († 1636), vdovy po hraběti Fridrichu Albertovi ze Solms-Sonnenwalde a Pouchu (1592 – 1615), dcery Burckharda Schenka z Tautenburgu († 1605) a jeho ženy Anežky z Everstein-Naugardu († 1636).
Jeho sestra Žofie Anežka (1619 – 1677) se 4. prosince 1640 provdala za knížete Maxmiliána z Ditrichštejna na Mikulově (1596 – 1655).

### Manželství
Karl Adam z Mansfeldu se 8. listopadu 1654 nebo 1655 oženil s Marií Terezií z Ditrichštejna (1639 – 5. února 1658), dcerou ministra konference knížete Maxmiliána z Ditrichštejna (1596–1655) a jeho první manželky, princezny Anny Marie Františky z Lichtenštejna (1597–1640), dcery knížete Karla I. z Lichtenštejna (1569–1627) a jeho ženy Anny Marie z Boskovic a Černé Hory († 1625). Byla nevlastní dcerou jeho sestry Žofie Anežky (1619–1677).   
Manželství nebylo příliš šťastné. Karel Adam holdoval alkoholu a svou ženu fyzicky týral. To byl také patrně důvod její předčasné smrti v únoru 1658 ve věku 19 let. Bezprostředně po začátku vyšetřování záhadného úmrtí opustil hrabě svá silně zadlužená severočeská panství a skrýval se u švédského královského dvora a na svých říšských statcích.

### Závěr života
Karel Adam z Mansfeld-Vorderort-Bornstädtu zemřel v Horneburgu u Brém na neštovice 30. května 1662 ve věku 33 let při obléhání Brém. Jelikož zemřel bez potomků, po jeho smrti připadlo šluknovské a lipovské panství nakonec jeho sestře Žofii Anežce provdané z Ditrichštejna a po ní jejímu synovi Filipu Zikmundovi.